# Mudug

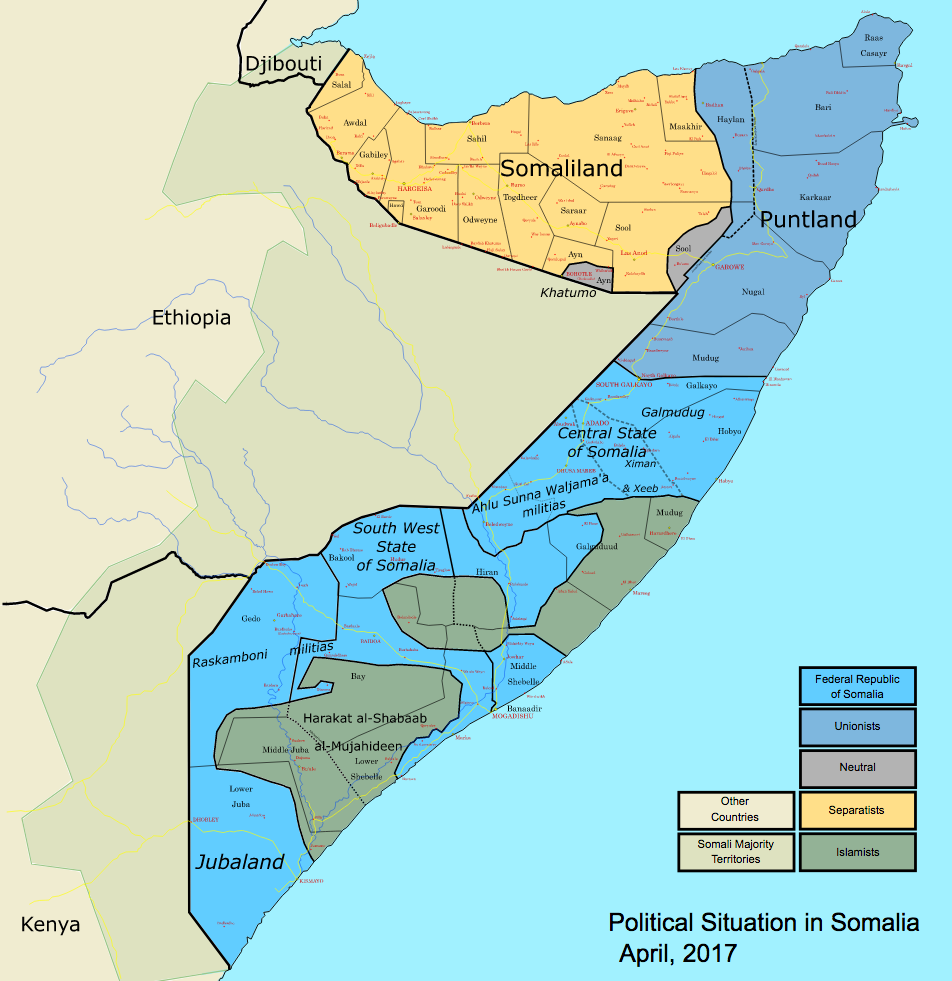
La Somalie au 20 mai 2011

Mudug est une région du nord de la Somalie, sur l'Océan Indien à l'est, limitrophe de la province éthiopienne de Warden (Ogaden puis Région Somali), et des provinces somalies de Nugaal au nord et Galguduud au sud.
Les parties nord et ouest relèvent du Pount. La partie sud s'est proclamée indépendante, sous le nom de Galmudug.

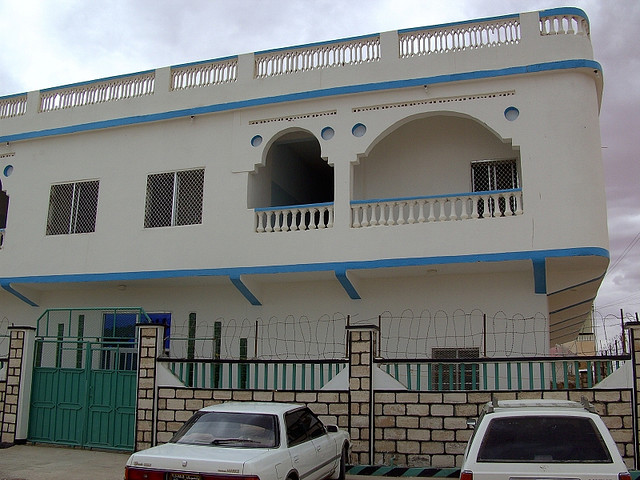
Une résidence privée à Galkacyo, Puntland, Somalie

## Districts
Les cinq districts de la province, dans la distribution de 2000, sont :
- Galdogob District
- Galkayo District
- Harardhere District
- Hobyo District
- Jariban District

## Villes
- Gaal Kacyo, Galdogob, Hobyo, Bacaadweyn, Buuryaqab, Burtinle, Jariban, Harardhere.

La population est majoritairement des clans Darod et Hawiye.

## Histoire
Les Majeerteen, du clan Darod sont anciens, puissants, majoritaires, à l'origine de diverses formations territoriales.
Une partie du territoire a appartenu au Sultanat de Hobyo, Sultanate of Hobyo (Somali: Saldanadda Hobyo, Arabic: سلطنة هوبيو), ou Sultanate of Obbia.